# Herbert Spencer
Herbert Spencer (Derby, 27 d'abril del 1820 - Brighton, 8 de desembre del 1903) fou un filòsof, psicòleg i sociòleg britànic, fundador de la filosofia evolucionista a Gran Bretanya i un dels més il·lustres positivistes del seu país.
Enginyer de ferrocarrils i de formació autodidacta, es va interessar tant per la ciència com per les lletres.

## Biografia
Herbert Spencer va néixer a Derby, Anglaterra, el 27 d'abril de 1820, fill de William George Spencer i la seva dona Harriet Holmes. El seu pare era un inconformista religiós que va passar del metodisme al quàquerisme, que va dirigir una escola basada en els mètodes d'ensenyament progressistes de Pestalozzi i també va ser secretari de la Derby Philosophical Society, una societat científica fundada el 1783 per Erasmus Darwin, l'avi de Charles Robert Darwin. El jove conserva les idees paternes, una hostilitat cap a qualsevol forma d'autoritat i una iniciació als conceptes pre-darwinistes d'evolució biològica desenvolupats per Erasmus Darwin i per Jean-Baptiste Lamarck. També va ser influenciat pel seu oncle, el reverend Thomas Spencer, que va complementar la seva educació en matemàtiques, física i llatí, i que va ser un ferm comerciant i antiestatista. Altrament pràcticament autodidacte, Herbert Spencer va adquirir la major part dels seus coneixements a través de la lectura i converses amb amics i coneguts.
Interessat molt aviat per les qüestions polítiques, Herbert Spencer va treballar com a enginyer de ferrocarrils mentre participava en nombrosos moviments i associacions. Així es va convertir en membre de la Lliga Anti-Corn Law, fundada per Richard Cobden.
Van ser els seus escrits els que el van donar a conèixer com a sociòleg. Col·laborant amb The Economist, va escriure nombroses obres, entre les quals destaquen Social Statics (1850), inspirada en l'utilitarisme de Jeremy Bentham, A Theory of Population (1852), on va contestar el catastrofisme de Thomas Malthus, i els seus Principles of Psychology, que va començar el 1855. La seva gran obra és Principles of Sociology, publicat de 1876 a 1897.
Al llarg de la seva vida, Spencer es va oposar a la guerra i l'imperialisme. Es va oposar a la guerra hispano-estatunidenca de 1898 i va intentar fundar una Lliga contra l'agressió. Tanmateix, en el seu tractat Moral evolutiva, escriu: «Si diem que a la manera dels hebreus que es creien autoritzats a apoderar-se de les terres que Déu els havia promès i, en determinats casos, a exterminar els habitants, també nosaltres, per respondre a la manifesta intenció de la Providència, desposseïm els de races inferiors, sempre que necessitem els seus territoris, es pot respondre que, almenys, només massacrem aquells que cal massacrar i deixem viure els que se sotmeten».

## Filosofia general de l'evolució
Herbert Spencer va desenvolupar una filosofia evolutiva a Progress, Its Law and Causes, a partir de 1857. Segons ell, l'evolució és una transició gradual de l'homogeneïtat a l'heterogeni i de l'incoherent a allò coherent. Un fenomen que evoluciona en la direcció d'augmentar la diferenciació i la integració (organització).
A mesura que creix, l'heterogeneïtat evolutiva també es fa més complexa amb el temps. Així, la complexitat assoleix gradualment diversos nivells, per passos o per coixinets.
Hi ha, doncs, cinc etapes que constitueixen la síntesi spenceriana:
1. La llei universal de l'evolució: aquesta primera etapa és la base de la síntesi spenceriana, cadascuna de les següents etapes és una manifestació de la seva aplicació. Per explicar aquest pas unificador, cal indicar que ell mateix troba la seva font en una altra llei, l'única llei absolutament primera segons Spencer: llei de conservació de l’energia. A partir d'aquest postulat s'imposa doncs originàriament una quantitat invariable de forces - forces estàtiques de la matèria i dinàmiques de diverses energies - i la seva transformació constant. Aquesta transformació de forces és doncs forçat mitjançant la recerca del seu equilibri comú: en aquesta llei, xoquen entre ells i intercanvien propietats entre ells. Aquest intercanvi dona lloc llavors a la seva modificació (evolució) comuna, creixent i gradual. Així, en paraules de Spencer, L'evolució és una integració de la matèria acompanyada d'una dissipació del moviment, durant la qual la matèria passa d'una homogeneïtat indefinida i incoherent a una heterogeneïtat definida i coherent, i durant la qual també el moviment retingut experimenta una transformació anàloga.[5]
2. Evolució física i biològica: és a partir d'aquesta segona etapa que els principis de l'evolució s'apliquen tant a la naturalesa orgànica com a la inorgànica. No obstant això, Spencer va decidir, per evitar un pes innecessari en la seva síntesi, limitar-se a destacar simplement les teories ja existents que la recolzen sòlidament. Pel que fa a l'evolució física, és la hipòtesi del determinisme de Laplace la que permet de destacar-la. De fet, segons Laplace, el món físic obeeix lleis no probabilistes de l'evolució, aquesta teoria coincideix doncs amb els primers punts plantejats per Spencer alhora que els complementa (segons la llei de conservació de la matèria). Pel que fa a l'evolució biològica, abans de Spencer, ja es va demostrar i explicar fàcilment amb les tesis del transformisme biològic de Darwin. Així, Spencer cita nombrosos exemples darwinians que expliquen l'evolució. Entre aquests exemples hi ha els fets observables de l'embriogènesi: Un procés que ens permet traçar per deducció i evidència les tres característiques de l'evolució segons Spencer, a saber, la transició de l'homogeni a l'heterogeni, amb consolidació del conjunt i determinació d'un millor ordre [(equilibri)]. A més, la llei darwiniana fonamental de la selecció natural que estableix la persistència del més apte i la lluita per la vida també il·lustra perfectament la interpretació de Spencer. En les seves pròpies paraules, aquesta és la dispersió de les parts més febles o el reagrupament de parts [les més fortes] en una massa sotmesa a qualsevol força. Així, si la(s) força(s) aplicada(s) són les de la lluita per la vida, els individus forts persisteixen perquè s'ajunten i resisteixen millor la dispersió que els individus febles que, com a conseqüència, es veuen obligats a extingir-se. Així, Spencer va incorporar les teories de LaPlace i Darwin en un tot més gran que és la seva síntesi spenceriana.
3. Evolució psicològica - Herbert Spencer estableix llavors un primer vincle entre l'etapa anterior i la tercera: les accions i reaccions del cos i la ment podrien ser molt bé les cares internes i externes d'un mateix canvi -i això, segons tots els fets observables-. No obstant això, això no és demostrable i resta només una hipòtesi, la del paral·lelisme psicofísic.
4. Evolució social i moral -
5. Evolució metafísica i religiosa: l'Incognoscible

A continuació, és important tenir en compte que Spencer considera el seu sistema només com un mecanisme. Cada pas és així per a ell una transformació d'una força mecànica. És per aquesta visió clarament mecànica que la teoria de Spencer s'associa principalment amb el moviment científic.
Pel que fa a Darwin, gairebé mai no utilitza el terme evolució a L'origen de les espècies (1859), i prefereix l'expressió descendents amb modificació designant només el procés d’adaptació biològica. Tanmateix, a partir de la segona meitat del segle XIX, les idees de Darwin seran qualificades com teoria de l'evolució, probablement perquè evoquen la veritable teoria de l'evolució que Lamarck havia exposat a principis del segle XIX.
L'any 1848, va assumir la direcció de la revista The Economist, òrgan del liberalisme radical de l'època. Des del punt de vista sociològic, cal considerar-lo com el primer autor que va utilitzar de manera sistemàtica els conceptes d'estructura i funció. Per altra banda, va concebre la sociologia com un instrument dinàmic al servei de la reforma social.
Darwin va descriure les idees de Spencer en aquests termes: «Les seves generalitzacions fonamentals (la importància de les quals alguns han comparat amb la de les lleis de Newton !) - són potser, m'atreveixo a dir-ho, molt vàlids des del punt de vista filosòfic, però de tal essència que em sembla que no tenen un ús estrictament científic. Relacionats inherentment a definicions més que a lleis de la naturalesa, no permeten predir què passarà en un cas particular». Spencer lamentarà amargament aquesta amalgama entre les idees de Darwin i la seva idea d'evolució i intentarà en va esvair aquesta confusió en el text titulat El principi de l'evolució, resposta a Lord Salisbury publicat el 1895 i traduït al francès i a l'alemany.

És veu, doncs, com difereix la idea popular d'evolució de la veritable. La creença imperant és doblement errònia, conté dos errors entrellaçats. És incorrecte admetre que la teoria de la selecció natural és una amb la de l'evolució orgànica; També és erroni suposar que la teoria de l'evolució orgànica és idèntica a la de l'evolució en general. Es creu que tota la transformació està continguda en una de les seves parts, i que aquesta part està continguda en un dels seus factors.
| «                                                                              | Ara veiem com difereix la idea popular d'evolució de la veritable. La creença imperant és doblement errònia, conté dos errors entrellaçats. És incorrecte admetre que la teoria de la selecció natural és una amb la de l'evolució orgànica; Encara és erroni suposar que la teoria de l'evolució orgànica és idèntica a la de l'evolució en general. Es creu que tota la transformació està continguda en una de les seves parts, i que aquesta part està continguda en un dels seus factors. | » |
| — Herbert Spencer, El principi de l'evolució, resposta a Lord Salisbury, 1895. | |   |

## Darwinisme social
Conegut com un dels principals defensors de la teoria de l'evolució al segle xix, la seva reputació a l'època rivalitzava amb la de Charles Darwin, que no apreciava ni el personatge ni les seves idees. Spencer va imposar el terme evolució i és l'autor de l'expressió selecció del més apte, que va relacionar amb la selecció natural de Darwin. Va estudiar especialment l'extensió d'aquesta noció a camps com la filosofia, la psicologia i la sociologia dels quals és reconegut com un dels fundadors. La seva teoria es va anomenar més tard Darwinisme social o teoria organicista.
Com molts autors abans i després d'ell, Spencer va veure la societat com un organisme viu. Tanmateix, la sociologia va molt més enllà, i fa de les lleis biològiques, com la selecció natural, una llei de l'evolució de les societats. La seva recerca tenia com a objectiu descobrir les lleis de l'evolució de la societat, a partir de les de les espècies. El seu pensament es construeix així segons concepcions evolucionistes i reduccionistes.
Spencer fa de la història de les societats una història lineal (no dialèctica) de la natura. Per a ell, la societat passa, en diverses etapes, d'una etapa primitiva on tot és homogeni i senzill a una etapa elaborada, caracteritzada per l'especificitat, la diferenciació, l'heterogeneïtat.
Tanmateix, en la seva tesi doctoral presentada el 2012, François-Xavier Heynen torna a examinar la qüestió de l'autoria del darwinisme social. Als seus ulls, el pensament general de Spencer no és compatible amb aquesta visió del món, perquè el veritable motor de l'evolució de l'home a Spencer és la simpatia: així el més en forma s'ha d'entendre com el més amigable.
Aquesta interpretació, construïda a partir d'una lectura de tota l'obra de Spencer, qüestiona la visió clàssica que adoptem sobre Spencer.
Va dedicar la seva vida a elaborar el seu sistema de filosofia evolucionista, en la qual considera l'evolució natural com clau de tota la realitat; a partir de la llei mecanicomaterialista, cal explicar qualsevol nivell progressiu: el material, el biològic, el psíquic, el social, etc. En les seves lectures, va conèixer la teoria de l'evolució exposada a la fi del segle xviii pel naturalista francès Jean Lamarck. La seva teoria, avui gairebé desacreditada, sostenia que els trets adquirits d'un organisme eren hereditaris. Les teories de Lamarck sobre l'evolució van influir profundament en l'obra de Spencer. Va aplicar la teoria de l'evolució a les manifestacions de l'esperit i als problemes socials, entre aquests el de l'educació, amb la seva obra Educació: intel·lectual, moral i física. La seva doctrina va quedar principalment exposada en el seu Sistema de filosofia sintètica (11 volums).
De la seva extensa bibliografia, cal esmentar: L'estàtica social (1850), Principis de psicologia (1855), Primers principis (1862), Principis de biologia (1864), La classificació de les ciències (1864), La sociologia descriptiva (1873), Principis de sociologia (1877-1896) i L'individu contra l'estat (1884). Malgrat que Spencer no va assolir crear una escola pròpia, el seu ambiciós intent de sistematitzar tot el coneixement dintre del marc de la ciència moderna, i especialment en termes de l'evolució, li ha fet mereixedor de figurar entre els principals pensadors de finals del segle xix.
Està enterrat a Highgate Cemetery (Londres), i irònicament just al davant s'hi troba la tomba del filòsof socialista Karl Marx.

## Idees polítiques
És conegut sobretot pels seus assaigs polítics, especialment citats per pensadors llibertaris com Robert Nozick. El filòsof Friedrich Nietzsche el critica durament, a Le Gai Savoir (V, 373), Més enllà del bé i del mal (VIII, 253), Genealogia de la moral (I, 3). II, 12), Crepuscle dels ídols (Divagació d'un obsolet, 37), i Ecce Homo (Per què sóc el destí, 4). Nietzsche ho tracta en particular com decadent.
La seva obra més coneguda és El dret a ignorar l'Estat, publicada l’any 1850, una formulació clàssica del dret a prescindir dels serveis estatals i, per tant, del dret de secessió individual, que legitima quan el poder governant abusa del seu poder. Spencer era aleshores un defensor de l'Estat mínim, reduït per tant al manteniment estricte de la seguretat interna i externa, com va explicar a The Proper Sphere of Government el 1842. Com John Locke, defensava la contractualització de les relacions entre els individus i l’Estat. Per a ell, el govern és un simple empleat que tothom és lliure d'acomiadar, sense vulnerar els drets dels altres. No obstant això, es va girar a poc a poc cap a un liberalisme utilitarista, d'estil més clàssic.

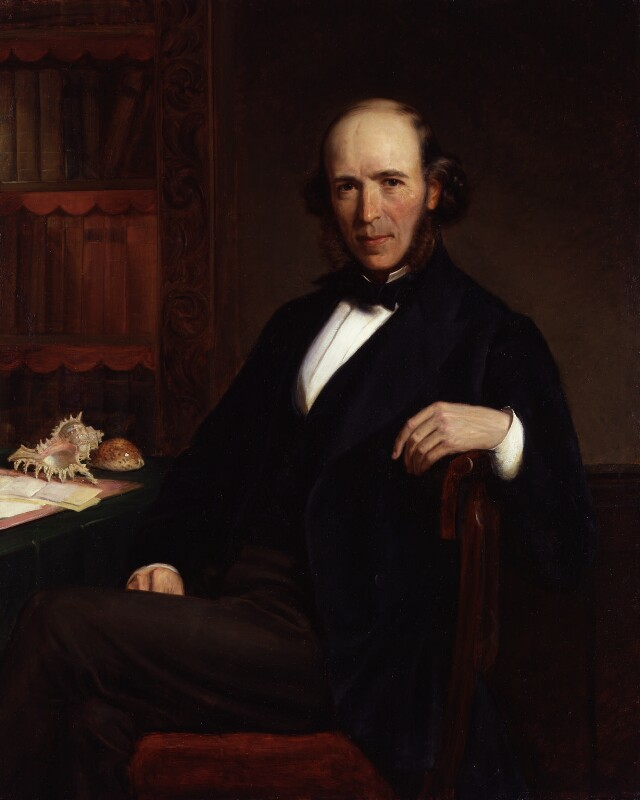
Herbert Spencer el 1872.

Herbert Spencer també defensa una Filosofia de la història segons la qual les societats industrials (obertes, dinàmiques, productives, basades en els contractes i la llibertat individual) suplantarien a poc a poc les societats militars (guerreres, jeràrquiques, holístiques, fixes, tancades sobre elles). Finalment, el mateix Estat esdevindria un element arcaic i obsolet. Segons l'opinió desenvolupada per Yvan Blot en la seva tesi doctoral, Spencer és considerat un minarquista convençut de la probabilitat d'un futur anarcocapitalista. Gueorgui Plekhànov, a la seva obra Anarquisme i socialisme, el considera un filòsof burgès i anarquista conservador.